# Katedrála Nejsvětější Trojice (Québec)
Katedrála Nejsvětější Trojice (francouzsky Cathédrale de la Sainte-Trinité, anglicky Anglican Cathedral of the Holy Trinity) je katedrála quebecké anglikánské diecéze a sídlo dvou farností: Quebec a Tous les Saints. Stojí v centru města Québec.

## Historie
Diecéze byla založena v roce 1793 a její první biskup Jacob Mountain brzy soustředil své úsilí na vybudování katedrály. Kompletní stavba byla vysvěcena dne 28. srpna 1804. Byla to první anglikánská katedrála mimo Britské ostrovy.
Postavena v novoklasicistním palladiánském stylu. Její předlohou byla stavba kostela svatého Martina v polích na Trafalgar Square, a Marylebone Chapel (dnes známé jako St. Peter, Vere St.). Král Jiří III. zaplatil stavbu a poskytl prostředky na vybavení kostela.
Ve zvonici je zavěšeno 8 zvonů, vyrobených firmou Whitechapel v roce 1830.
Objekt byl zařazen mezi National Historic Site of Canada.